# Diospyros vitiensis
Diospyros vitiensis là một loài thực vật có hoa trong họ Thị. Loài này được Gillespie mô tả khoa học đầu tiên năm 1930.